# هوندا اس۲۰۰۰

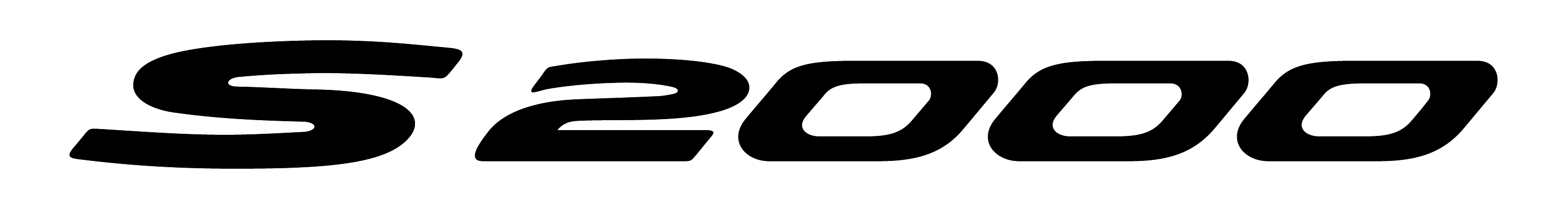
نماد هوندا اس ۲۰۰۰

هوندا اس۲۰۰۰ (به انگلیسی: Honda S2000) خودرویی است که در سال‌های ۱۹۹۹ تا ۲۰۰۹تولید شده‌است.
این خودرو در کلاس خودرو اسپورت قرار گرفته، است. هوندا اس۲۰۰۰ دارای موتور وسط در جلوی صندلی‌هااست.